# جو-أون: الحقد
جو-أون: الحقد (بالإنجليزية: Ju-on: The Grudge)‏ ، هي فيلم ياباني من نوع الرعب، صدرت في شهر أكتوبر عام 2002م.

## قصة الفيلم
تبدأ أحد العوائل بالدخول إلى البيت المسكون، حيث أن الزوج قام بقتل زوجته وابنته، وقرر المرأة وابنها اللذان تحولا إلى الشبح، يقوم بقتل أي أحد مر في هذا المنزل المسكون.